# Кілін Сергій Якович
Сергій Якович Кілін (біл. Сяргей Якаўлевіч Кілін;. 18 травня 1952 Гомель) — білоруський фізик. Академік НАН Білорусі (2014 року, член-кореспондент з 2009 року), доктор фізико-математичних наук (1992), професор (2006).

## Біографія
1974-го закінчив Білоруський державний університет і почав працювати в Інституті фізики Академії наук УРСР, з 1994 року керує лабораторією квантової оптики. З 2008 року обіймав посаду заступника академіка-секретаря Відділення фізики, математики та інформатики НАН Білорусі, з 2012 року — головного вченого секретаря НАН Білорусі, з 2014 року — заступника Голови Президії НАН Білорусі. У 2005—2011 роках був головою Білоруського фізичного товаристваі.

## Наукова діяльність
Наукові роботи з квантової оптики та квантової інформатики. Розробив теорію квантових флуктуацій при нелінійно-оптичних взаємодіях і на її основі передбачив ряд ефектів, що спостерігалися при випущенні фотонів одиночними атомами і молекулами в різних середовищах. Розробив нові методи і системи для квантових інформаційних технологій (квантових комп'ютерів і квантової криптографії).
У 2002 році за роботи з квантової оптики нагороджений Державною премією РБ в області науки і техніки.

## Нагороди
- Премія Ленінського комсомолу БРСР (1982)
- Державна премія Республіки Білорусь (2002)
- Медаль Франциска Скорини (4 серпня 2014)[6]

## Публікації
Книги
- С. Я. Килин. Квантовая оптика: Поля и их детектирование. — 2-е изд.. — М.: Едиториал УРСС, 2003.
- Квантовая криптография: идеи и практика / под ред. С. Я. Килина, Д. Б. Хорошко, А. П. Низовцева. — Мн., 2008.

Основні статті
- S. Ya. Kilin, D. B. Horoshko. Fock State Generation by the Methods of Nonlinear Optics // Phys. Rev. Lett. — 1995. — Vol. 74. — P. 5206—5207. — doi:10.1103/PhysRevLett.74.5206.
- D. B. Horoshko, S. Ya. Kilin. Direct Detection Feedback for Preserving Quantum Coherence in an Open Cavity // Phys. Rev. Lett. — 1997. — Vol. 78. — P. 840—842. — doi:10.1103/PhysRevLett.78.840.
- С. Я. Килин. Квантовая информация // УФН. — 1999. — Т. 169. — С. 507—527. — doi:10.3367/UFNr.0169.199905b.0507.
- A. Dräbenstedt, L. Fleury, C. Tietz, F. Jelezko, S. Kilin, A. Nizovtzev, J. Wrachtrup. Low-temperature microscopy and spectroscopy on single defect centers in diamond // Phys. Rev. B. — 1999. — Vol. 60. — P. 11503—11508. — doi:10.1103/PhysRevB.60.11503.
- S. Ya. Kilin. Quanta and information // Progress in optics. — 2001. — Vol. 42. — P. 1–90. — doi:10.1016/S0079-6638(01)80015-9.
- J. Wrachtrup, S. Ya. Kilin, A. P. Nizovtsev. Quantum computation using the 13C nuclear spins near the single NV defect center in diamond // Optics and Spectroscopy. — 2001. — Vol. 91. — P. 429—437. — doi:10.1134/1.1405224.
- F. Jelezko, I. Popa, A. Gruber, C. Tietz, J. Wrachtrup, A. Nizovtsev, S. Kilin. Single spin states in a defect center resolved by optical spectroscopy // Appl. Phys. Lett. — 2002. — Vol. 81. — P. 2160—2162. — doi:10.1063/1.1507838.
- D. Mogilevtsev, A. P. Nisovtsev, S. Kilin, S. B. Cavalcanti, H. S. Brandi, L. E. Oliveira. Driving-Dependent Damping of Rabi Oscillations in Two-Level Semiconductor Systems // Phys. Rev. Lett. — 2008. — Vol. 100. — P. 017401. — doi:10.1103/PhysRevLett.100.017401.
- S. Ya. Kilin, K. T. Kapale, M. O. Scully. Lasing without Inversion: Counterintuitive Population Dynamics in the Transient Regime // Phys. Rev. Lett. — 2008. — Vol. 100. — P. 173601. — doi:10.1103/PhysRevLett.100.173601.